# Тунези, Адольфо
Адольфо Тунези (итал. Adolfo Tunesi; 27 августа 1887, Ченто, Феррара — 29 ноября 1964, Болонья) — итальянский гимнаст, чемпион летних Олимпийских игр 1912 года в командном первенстве (53.15 балла) и бронзовый призёр в личном первенстве (131.50 балла).